# Here & There (CHAGE and ASKAの曲)
「Here & There」（ヒア・アンド・ゼア）は、CHAGE and ASKAの楽曲。自身の48作目のシングルとして、A&Mから2007年1月10日に発売された。

## 解説
本作は3万枚限定生産で、「Man and Woman」と同時発売された。
製品番号は｢Man and Woman｣（UMCK-9155）、｢Here & There｣（UMCK-9156）であり、本作の方が後にクレジットされる。
「Man and Woman」とはジャケットデザインが対になっている。
2009年に無期限の活動休止を発表、そのまま2019年にASKAが脱退を表明した為、CHAGE and ASKAのシングルは事実上この2作が最後となった。

## 収録曲
| #         | タイトル                           | 作詞      | 作曲          | 編曲      | 時間  |
| --------- | ---------------------------------- | --------- | ------------- | --------- | ----- |
| 1.        | 「Here & There」                   | 松井五郎  | CHAGE、村田努 | 十川知司  | 6:31  |
| 2.        | 「Man and Woman - orchestra ver.」 | -         | ASKA          | 松本晃彦  | 4:14  |
| 合計時間: | 合計時間:                          | 合計時間: | 合計時間:     | 合計時間: | 10:45 |

## 楽曲解説
1. Here & There
日清製粉グループ CMソング。また、フジテレビ系『ウチくる!?』エンディングテーマ。
CHAGEとASKAの掛け合いが印象的となっている。シングル「Man and Woman」のカップリングにはリミックスされた「improvisation mix」が収録されている。また、日清製粉グループのCMソングとして放送された際には、CM限定のアコースティック・バージョンが使用された。このバージョンはMusic.jp で着うた配信されたが、CD化はされていない。
2. Man and Woman - orchestra ver.
「Man and Woman」のオーケストラ・バージョン。オーケストレーションを担当するKae.M.Blackは松本晃彦の実姉である。

## 参加ミュージシャン
Here & There
- drums：山木秀夫
- bass：美久月千晴
- guitars：名越由貴夫、浜口高知
- keyboards/programming：十川知司
- strings：後藤勇一郎ストリングス
- percussions：マーク・ディローズ

Man and Woman - orchestra ver.
- synthesizer and rhythm programming：森下晃
- orchestration：Kae.M.Black
- conductor：蓜島公二
- strings：小池弘之ストリングス
- flute：旭孝
- harp：早川りさこ
- horn：藤田乙比古、勝俣泰
- trumpet：エリック・ミヤシロ、横山均、木幡光邦

## 収録アルバム
- DOUBLE (#1)
- CHAGE and ASKA VERY BEST NOTHING BUT C&A (#1)